# Spezia Calcio 2009-2010
Questa pagina raccoglie le informazioni riguardanti lo Spezia Calcio nelle competizioni ufficiali della stagione 2009-2010.

## Stagione
Nella stagione 2009-2010 lo Spezia, ritornato tra i professionisti, disputa il girone A del campionato di Lega Pro di Seconda Divisione, con 60 punti si piazza in seconda posizione alle spalle del Sudtirol, che vince il torneo con 63 punti e sale direttamente in Prima Divisione. Lo Spezia nella doppia semifinale Play-off supera il Pavia, nella doppia finale supera il Legnano e sale in Prima Divisione. Dopo il fallimento del 2008 e la ripartenza dalla Serie D, lo Spezia risale nel terzo livello del calcio nazionale. La seconda promozione consecutiva gli aquilotti l'anno ottenuta grazie al secondo posto in campionato, e superando le lombarde Pavia e Legnano nei Play-off. Protagonista della bella stagione bianconera, anche in questa categoria superiore, il piemontese Nunzio Lazzaro, che ha segnato ancora con continuità, e con 15 reti ha vinto la classifica marcatori del girone A, affiancato ad Andrea Cocco dell'Alghero. Nella stagione scorsa ne aveva realizzate 25 in Serie D, 7 con il Rivoli, dove aveva giocato la prima parte della stagione, e 18 con gli aquilotti. In questa stagione con il rientro dello Spezia tra i professionisti, i bianconeri hanno preso parte anche alla Coppa Italia maggiore, grazie alla scorsa promozione, ma sono stati subito eliminati dal Verona, che si è imposto (0-1) al Picco. Lo Spezia ha partecipato anche alla Coppa Italia di Lega Pro ma non ha superato l'ostacolo del girone E di qualificazione, che ha promosso Viareggio e Lucchese.

## Rosa
| N. |                      | Ruolo | Calciatore               |
| -- | -------------------- | ----- | ------------------------ |
|    | Italia (bandiera)    | P     | Giuseppe Aprea           |
|    | Italia (bandiera)    | A     | Matteo Beretta           |
|    | Italia (bandiera)    | P     | Edoardo Bertagna         |
|    | Italia (bandiera)    | A     | Roberto Bischeri         |
|    | Italia (bandiera)    | D     | Fabio Buscaroli          |
|    | Italia (bandiera)    | D     | Giovanni Capuano         |
|    | Argentina (bandiera) | C     | Daniel Alejandro Carrara |
|    | Italia (bandiera)    | A     | Alessandro Cesarini      |
|    | Italia (bandiera)    | C     | Elia Chianese            |
|    | Italia (bandiera)    | D     | Nicola Cintoi            |
|    | Italia (bandiera)    | P     | Francesco Conti          |
|    | Italia (bandiera)    | C     | Alessio Del Padrone      |
|    | Italia (bandiera)    | C     | Gianmarco Dura           |
|    | Camerun (bandiera)   | D     | Solomon Enow             |
|    | Italia (bandiera)    | C     | Fabio Ferdani            |

| N. |                      | Ruolo | Calciatore          |
| -- | -------------------- | ----- | ------------------- |
|    | Italia (bandiera)    | C     | Claudio Ferrarese   |
|    | Italia (bandiera)    | C     | Vito Grieco         |
|    | Rep. Ceca (bandiera) | C     | Ondřej Herzán       |
|    | Italia (bandiera)    | A     | Nunzio Lazzaro      |
|    | Italia (bandiera)    | C     | Lorenzo Lollo       |
|    | Italia (bandiera)    | D     | Emiliano Milone     |
|    | Italia (bandiera)    | A     | Marco Moro          |
|    | Italia (bandiera)    | P     | Robert Mozzachiodi  |
|    | Italia (bandiera)    | C     | Nicola Padoin       |
|    | Italia (bandiera)    | D     | Roberto Ronchetti   |
|    | Italia (bandiera)    | D     | Luca Salvalaggio    |
|    | Italia (bandiera)    | C     | Michele Santoni     |
|    | Italia (bandiera)    | D     | Davide Scantamburlo |
|    | Italia (bandiera)    | A     | Alessandro Triglia  |
|    | Cile (bandiera)      | D     | Jorge Vargas        |

## Risultati

### Seconda Divisione girone A

#### Girone di andata
| Arbitro: | Mangialardi (Pistoia) |

|             |           |  |
| Lazzaro 63’ | Marcatori |  |

| Arbitro: | Cisaria (Trento) |

|                        |           |             |
| V. Manzo 14’ Steri 20’ | Marcatori | 54’ M. Moro |

| Arbitro: | D'Alesio (Forlì) |

|                                     |           |           |
| M. Moro 25’ Lazzaro 54’ Beretta 74’ | Marcatori | 14’ Suciu |

| Arbitro: | Palazzino (Ciampino) |

|            |           |             |
| Staiti 42’ | Marcatori | 33’ Beretta |

| Arbitro: | Di Stefano (Alghero) |

|               |           |               |
| Buscaroli 80’ | Marcatori | 64’ A. Curcio |

| Arbitro: | Santonocito (Abbiategrasso) |

|                                                   |           |  |
| M. Moro 29’ Beretta 62’ Lazzaro 72’ Ferdani 90+3’ | Marcatori |  |

| Arbitro: | Quartarone (Messina) |

|                |           |             |
| E. Orlandi 61’ | Marcatori | 22’ M. Moro |

| Arbitro: | Benassi (Bologna) |

|                    |           |                 |
| Lazzaro 86’ (rig.) | Marcatori | 18’ Evangelisti |

| Arbitro: | De Faveri (San Donà di Piave) |

|                                     |           |               |
| G. Galli 7’ Panizza 14’ (rig.), 45’ | Marcatori | 90+3’ Lazzaro |

| Arbitro: | Stefanini (Livorno) |

|             |           |                      |
| M. Moro 35’ | Marcatori | 32’ Cassaro 70’ Coly |

| Arbitro: | Operato (Isernia) |

|                              |           |  |
| A. Ferretti 14’ Visconti 88’ | Marcatori |  |

| Arbitro: | Gavillucci (Latina) |

|                         |           |  |
| Ferdani 14’ Beretta 77’ | Marcatori |  |

| Arbitro: | De Meo (Foggia) |

|                |           |             |
| Affatigato 29’ | Marcatori | 68’ Lazzaro |

| Arbitro: | Manera (Castelfranco Veneto) |

|  |           |                        |
|  | Marcatori | 17’ M. Moro 84’ Herzán |

| Arbitro: | Colasanti (Grosseto) |

|            |           |  |
| Lazzaro 9’ | Marcatori |  |

| Arbitro: | Coccia (San Benedetto del Tronto) |

|  |           |                    |
|  | Marcatori | 88’ (rig.) Lazzaro |

| Arbitro: | Trentalange (Nichelino) |

|            |           |                   |
| Vargas 26’ | Marcatori | 79’ (aut.) Vargas |

#### Girone di ritorno
| Arbitro: | Giacomelli (Trieste) |

|          |           |                         |
| Sehic 9’ | Marcatori | 19’, 73’ (rig.) Lazzaro |

| Arbitro: | Mariani (Aprilia) |

|                                    |           |  |
| Lazzaro 8’ Beretta 20’ (rig.), 37’ | Marcatori |  |

| Arbitro: | Viti (Campobasso) |

|                          |           |                                     |
| Bisso 52’ Marietti 90+3’ | Marcatori | 41’ Scantamburlo 48’ (rig.) Lazzaro |

| Arbitro: | Intagliata (Siracusa) |

|               |           |  |
| Ferrarese 20’ | Marcatori |  |

| Arbitro: | Santonocito (Abbiategrasso) |

|  |           |                         |
|  | Marcatori | 23’ Lazzaro 78’ M. Moro |

| Arbitro: | D'Alesio (Forlì) |

|               |           |  |
| Chiaretti 83’ | Marcatori |  |

| Arbitro: | Saia (Palermo) |

|                          |           |                    |
| N. Padoin 24’ Cintoi 52’ | Marcatori | 90+3’ G. Lorenzini |

| Arbitro: | De Faveri (San Donà di Piave) |

|                |           |             |
| Bordacconi 68’ | Marcatori | 38’ Lazzaro |

| Arbitro: | Manera (Castelfranco Veneto) |

|                                        |           |                 |
| N. Padoin 38’ Capuano 72’ Cesarini 89’ | Marcatori | 34’ D. Ferretti |

| Arbitro: | Barbiero (Vicenza) |

|                |           |                                     |
| Martinelli 26’ | Marcatori | 24’, 90’ Capuano 40’ (rig.) Lazzaro |

| La Spezia 29 marzo 2010 28ª giornata | Spezia          | 0 – 0 | Pavia | Stadio Alberto Picco\| Arbitro: \| Ros (Pordenone) \| |
| Arbitro:                             | Ros (Pordenone) |       |       |                                                       |

| Vercelli 3 aprile 2010 29ª giornata | Pro Belvedere   | 0 – 0 | Spezia | Stadio Silvio Piola\| Arbitro: \| Magno (Catania) \| |
| Arbitro:                            | Magno (Catania) |       |        |                                                      |

| Arbitro: | Monaco (Tivoli) |

|  |           |             |
|  | Marcatori | 58’ Aliboni |

| Arbitro: | Mangialardi (Pistoia) |

|             |           |  |
| Capuano 48’ | Marcatori |  |

| Bolzano 25 aprile 2010 32ª giornata | Südtirol              | 0 – 0 | Spezia | Stadio Druso\| Arbitro: \| Ruini (Reggio Emilia) \| |
| Arbitro:                            | Ruini (Reggio Emilia) |       |        |                                                     |

| Arbitro: | Cervellera (Taranto) |

|                              |           |  |
| Cesarini 47’ E. Chianese 87’ | Marcatori |  |

| Arbitro: | Di Francesco (Teramo) |

|                             |           |                          |
| P.G. Rossetti 80’ Sella 89’ | Marcatori | 35’ Cesarini 51’ Capuano |

### Play-off
| Arbitro: | Baratta (Salerno) |

|  |           |                 |
|  | Marcatori | 56’ E. Chianese |

| Arbitro: | Irrati (Pistoia) |

|                 |           |  |
| E. Chianese 65’ | Marcatori |  |

| Arbitro: | Merchiori (Ferrara) |

|                                 |           |              |
| D'Onofrio 79’ Monticciolo 90+2’ | Marcatori | 57’ Cesarini |

| Arbitro: | Bagalini (Fermo) |

|                          |           |  |
| Cesarini 69’ (rig.), 79’ | Marcatori |  |

### Coppa Italia
| Arbitro: | Barbeno (Brescia) |

|  |           |            |
|  | Marcatori | 111’ Selva |